# Splitska provincija sv. Josipa Sestara Služavki Maloga Isusa
Splitska provincija sv. Josipa Sestara Služavki Maloga Isusa je upravna jedinica Družbe sestara Služavki Maloga Isusa, jedna od triju provincija.

## Povijest
Podjela na provincije bila je temeljem odluke Specijalnog Generalnog kapitula Družbe, održanog od 16. do 20. lipnja 1969. u Zagrebu i dozvole Svete Kongregacije za redovnike i svjetovne ustanove od 2. kolovoza 1969. godine. Splitska provincija djeluje pod imenom zaštitnika sv. Josipa.
Provincijalna kuća je u Split, u samostanu sv. Ane, Milićeva 6.

## Vanjske poveznice
- Sestre služavke Maloga Isusa Splitska provincija sv. Josipa